# Rocktreff
Der Rocktreff ist ein Open-Air-Festival, das einmal jährlich im Volkspark Mariendorf in Berlin stattfindet. Es handelt sich um das größte Amateurbandfestival der Stadt. Die dreitägige Veranstaltung wird von der ROCK-INI Tempelhof der evangelischen Jugend Tempelhof, dem Bezirksamt Tempelhof-Schöneberg und dem CPYE e.V. veranstaltet. Der erste Rocktreff fand am 15. September 1984 im Volksparkstadion Berlin statt. Sämtliche Spielarten, von Pop und Punk über Hard Rock bis Metal sind auf diesem Festival vertreten. Neben der Bühne gibt es für die kleinen Gäste ein Spielfest. Alle Bands und Künstler treten ohne Gage auf, der Eintritt ist frei.

## Veranstalter und Sponsoren
Das Bezirksamt Berlin Tempelhof-Schöneberg Abteilung Jugend, Ordnung, Bürgerdienste ist Veranstalter des Rocktreffs. Nur ein kleiner Teil des gesamten benötigten Budgets wird vom Jugendamt Tempelhof-Schöneberg getragen. Den Großteil des Etats für das dreitägige Open Air stellen die akquirierten Sponsoren.